# Ліннулахт (озеро)
Лі́ннулахт (ест. Linnulaht, Väike laht) — природне озеро в Естонії, у волості Ляене-Сааре повіту Сааремаа.

## Розташування
Ліннулахт належить до Західно-острівного суббасейну Західноестонського басейну.
На схід від озера розташоване місто Курессааре, на північ — село Лагекюла.
Акваторія водойми входить до складу природоохоронної території Ліннулахт, площа якої — 285,4 га. На озері охороняються 2 види черевоногих: равлик-завиток лівозакручений (Vertigo angustior) та равлик-завиток чотиризубий (Vertigo geyeri), зберігаються місця їх проживання.

## Опис
Ліннулахт — озеро з помірно твердою стратифікованою водою (тип 2 згідно з ВРД).
Загальна площа озера становить 69,4 га (74-е місце серед 100 найбільших озер в Естонії), площа водної поверхні — 69,2 га, площа єдиного на озері острівця — 0,2 га. Довжина водойми — 2 600 м, ширина — 650 м. Найбільша глибина — 2 м, середня глибина — 0,5 м. Довжина берегової лінії — 8 120 м. Площа водозбору — 4,8 км². Обмін води відбувається 2 рази на рік.
Із західного краю водойми витікає струмок Калаауґу (Kalaaugu jõgi), що потім вливається в озеро Суурлагт.